# Societat Assíria del Progrés Nacional
Societat Assíria del Progrés Nacional és la principal organització dels assiris a l'Iran.
La seva bandera és vermella amb dos franges blaves (probablement simbolitzant els dos rius, Tigris i Eufrates) i un símbol daurat al centre. El nom de l'entitat es troba en lletres aramees sobre el símbol, en semicercle.